# اومون (ژورا)
اومون (به فرانسوی: Aumont) یک کمون در فرانسه است که در ژورا واقع شده‌است. اومون ۷٫۹۷ کیلومتر مربع مساحت دارد.